# 奧連特鎮區 (密歇根州)
奧連特鎮區（英語：Orient Township）是位於美國密歇根州奧西歐拉縣的一個行政鎮區。

## 地方資料
奧連特鎮區的面積為91.80平方千米，當中陸地面積為90.20平方千米，而水域面積為1.60平方千米。根據2020年美國人口普查的數據，當地共有人口733人，而人口密度為每平方千米7.98人。